# فوجیوارا نو تسونه‌کیو
فوجیوارا نو تسونه‌کیو (انگلیسی: Fujiwara no Tsunekiyo; – ۲۲ اکتبر ۱۰۶۲) وی پدر فوجیوارا نو کیوهارا سر خاندان فوجیوارای شمالی در ژاپن بود.